# Jagir
Uno Jagir (Jāgīr, indicato anche, all'anglosassone, come Jageer, era un tipo di convenzione feudale tipica dell'Asia meridionale alla fondazione del sistema jagirdar. Si sviluppò in particolare nel corso del governo islamico del subcontinente indiano, a partire dal XIII secolo, quando il potere dello stato di raccogliere le tasse venne concesso ad enti esterni. Sovente tali responsabili erano ricchi nobili che rientravano così in un sistema governativo che col tempo finì per renderli sempre più indipendenti. Vi erano due forme di jagir, uno con condizione e uno senza condizioni. Lo jagir con condizioni richiedeva che la famiglia al governo fosse in grado di mantenere proprie truppe e metterle a disposizione dello stato quando richieste. La terra garantita in contratto feudale era detta iqta, e sovente era concessa "a vita" e la terra doveva ritornare allo stato alla morte del jagirdar.
Il sistema dello jagirdar venne introdotto dal Sultanato di Delhi, e continuò nel corso dell'Impero moghul, ma con alcune differenze. Ai tempi dei moghul infatti, uno jagirdar raccoglieva le tasse necessarie a pagare il proprio salario ed il resto andava nel tesoro statale dei moghul, mentre l'amministrazione e l'autorità militare era concesso ad un altro nominato dai moghul. Dopo il crollo dell'Impero moghul, il sistema degli jagirs venne mantenuto dai regni Rajput e Sikh, e successivamente in qualche forma anche dalla Compagnia Britannica delle Indie Orientali.

## Definizione di Jagir
Jagir (in persiano جاگیر‎, in devanagari: जागीर, in bengalese: জায়গীর) è una parola persiana che significa "possesso della terra".
La Suprema Corte dell'India ha utilizzato la seguente definizione di Jagir tratta dal documento Rajasthan Land Reforms and Resumption of Jagirs Act (Rajasthan Act VI of 1952):
La parola 'jagir' connotava originariamente una concessione fatta dai governanti Rajput agli uomini dei loro clan per il servizio reso o come ricompensa. Successivamente anche le terre concesse per scopi religiosi o di carità e persino concessioni simili non fatte dai Rajput divennero note col nome di jagir, sia per percezione popolare sia per pratica legislativa e pertanto la parola venne utilizzata per definire anche le rendite relative a un determinato territorio.

## Successione
Uno jagir era tecnicamente uno stato a vita, dal momento che il territorio sarebbe dovuto tornare allo stato alla morte del titolare del contratto feudale. Ad ogni modo, in pratica, gli jagirs divennero via via sempre più uno stato ereditario per gli eredi del primo jagirdar. La famiglia diveniva così de facto la famiglia regnante del territorio, ottenendo parte delle rendite delle tasse e lasciando il resto allo stato. Lo jagirdar non agiva da solo, ma nominava dei suoi rappresentanti amministrativi per la raccolta delle tasse. Queste posizioni, secondo Shakti Kak, erano chiamate patwari, tahsildar, amil, fotedar, munsif, qanungo, chaudhri, dewan e altri.

## Il XIII secolo: le origini del Jagir e successori
Questo sistema feudale di possesso della terra viene chiamato comunemente jagirdar. Il sistema venne introdotto dai sultani di Delhi nel XIII secolo e venne poi adottato dall'Impero moghul e continuò nella Compagnia Britannica delle Indie Orientali.
Alcuni jagirdar si convertirono all'islam e così fecero i loro stati nell'ambito dell'Impero moghul, come ad esempio i nawwāb di Kurnool. Gran parte degli stati principeschi dell'India durante il periodo coloniale del British Raj erano jagirdar. Poco dopo l'indipendenza dalla Corona britannica nel 1947, il sistema degli jagirdar venne abolito dal governo indiano nel 1951.